# Estádio Algarve
Das Estádio Algarve ist das Fußballstadion der portugiesischen Städte Faro und Loulé. Die Grenze zwischen den beiden Städten läuft mitten durch das Spielfeld. Es wurde anlässlich der Fußball-Europameisterschaft 2004 als einer von zehn Austragungsorten errichtet.

## Geschichte

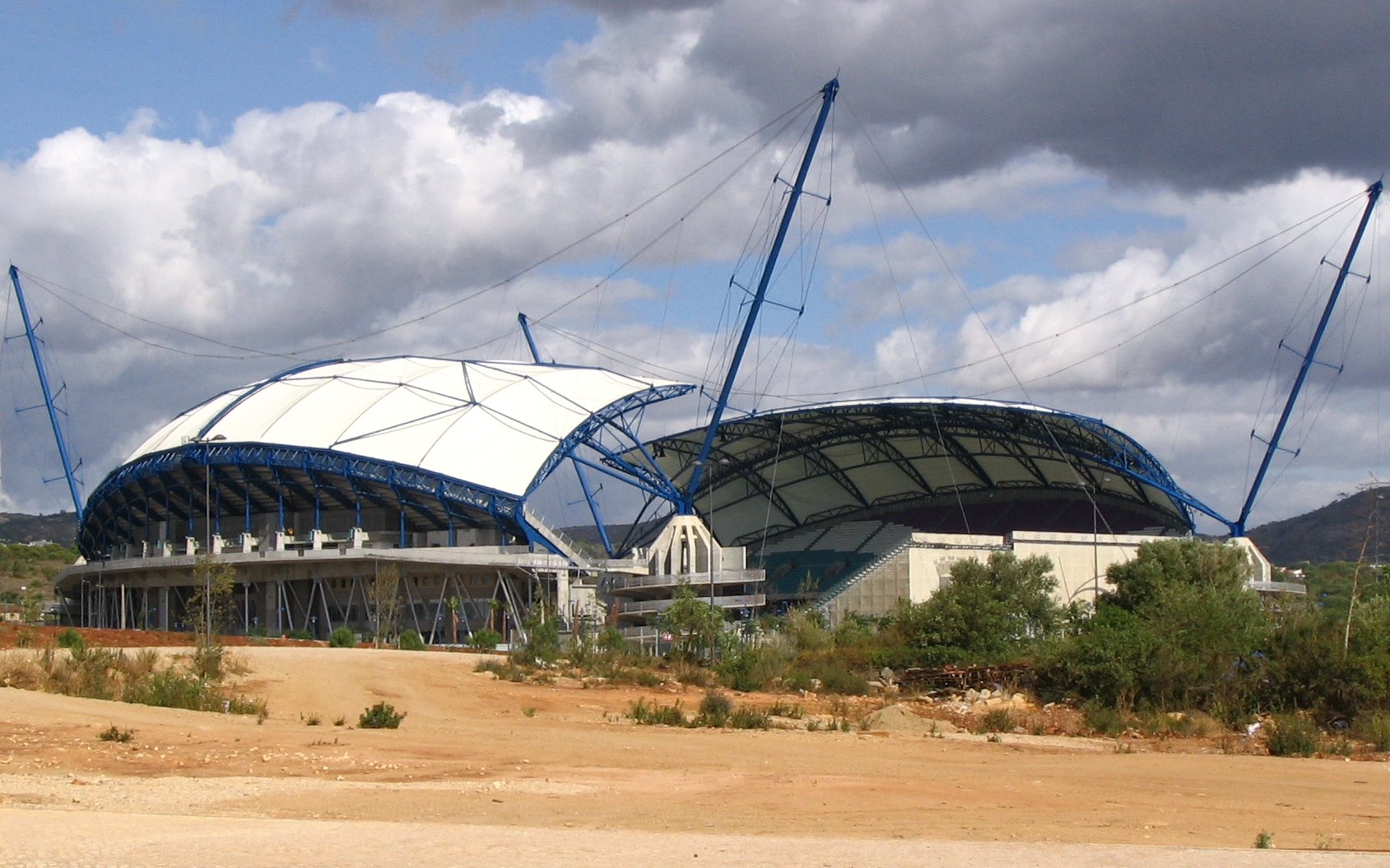
Estádio Algarve

Das Estádio Algarve war Austragungsort von zwei Vorrundenspielen und eines Viertelfinales der Fußball-EM 2004. Es war der südlichste Austragungsort des EM-Turniers. Das Stadion fasst heute 30.305 Zuschauer und wurde am 23. November 2003 offiziell eröffnet. Zum ersten Fußballspiel trafen die Mannschaften vom SC Farense und Louletano DC zu einem Freundschaftsspiel aufeinander.
Es ist im Gemeinschaftsbesitz der Stadtverwaltungen von Faro und Loulé. Die Sportstätte liegt im Parque das Cidades, rund acht Kilometer nördlich von Faro auf halbem Weg zwischen den beiden Städten. Die Klubs der Trägergemeinden Faro und Loulé spielen nur in unteren Fußballligen und die Austragung ihrer Partien im Estádio Algarve wäre wegen der geringen Zuschauerresonanz ein Verlustgeschäft. Auf Grund seiner verschiedenen Nutzungsmöglichkeiten ist es jedoch mittlerweile ein viel genutztes Stadion in Portugal. Neben Fußball wie dem Algarve-Cup finden weitere sportliche Veranstaltungen aller Art statt. Dazu zählten Rugbyspiele, Mountainbike-Rennen, Flugmodell-Treffen oder Veranstaltungen in Gehen. Das Stadion wird seit 2007 auch für die Rallye Portugal genutzt. Dafür wurde auch eine Rennstrecke in den Innenraum gebaut.
Die portugiesische Fußballnationalmannschaft trägt im Stadion meist Freundschaftsspiele aus. Seit 2013 finden alle Heimspiele des Vereins SC Olhanense im Stadion an der Algarve statt.
Die Gibraltar Football Association ist seit Mai 2013 Mitglied der UEFA. Da der Verband für seine Nationalmannschaft für Länderspiele und die Qualifikation zur Europameisterschaft 2016 zur damaligen Zeit kein geeignetes Stadion in Gibraltar vorweisen konnte, wurden von 2013 bis 2017 die Heimspiele im Estádio Algarve ausgetragen. Das erste offizielle Länderspiel Gibraltars endete am 19. November 2013 in Faro mit einem 0:0 gegen die Slowakei. Am 4. Juni 2014 erreichte Gibraltar im Estádio Algarve gegen Malta seinen ersten Sieg im fünften offiziellen Länderspiel.

## Ausstattung
Auffallendstes Merkmal des von Architekt Damon Lavelle (HOK Sport) entworfenen Stadions ist die Überdachung der doppelstöckigen Haupt- und Gegentribüne. Sie werden von 73 Meter hohen, bogenförmigen und mit Membranen bespannten Stahlkonstruktionen, die auf vier Betonsäulen thronen, überspannt. Die Überdachung hat ein Gewicht von 1.200 Tonnen.  Die 118,7 Millionen Euro teure Fußballarena bietet auf ihren vier einzelnen Tribünenrängen Platz für 30.305 Besucher. Die meisten Einrichtungen der Sportstätte liegen auf der Haupttribüne im Westen. Auf der dritten Etage befindet sich ein Panorama-Restaurant mit 250 Plätzen und Blick auf den Stadioninnenraum. Der Raum für Pressekonferenzen und Seminare mit 220 Plätzen liegt in der zweiten Etage. Das Medienzentrum mit 350 Plätzen liegt ebenfalls auf der zweiten Etage. Darüber hinaus bietet der Hauptrang elf V.I.P.-Logen, die mit Klimaanlage, separatem Eingang sowie eigenem Parkplatz ausgestattet sind. Zwanzig Getränke- und Essensstände verteilen sich in den Tribünen des Stadions. Um das Stadion verteilen sich in vier Zonen 3.500 PKW-Parkplätze und 160 Busstellplätze.

## Tribünen
Insgesamt bietet das Stadion 30.305 Sitzplätze, von denen rund zwei Drittel überdacht sind. Dazu gehören im Stadion insgesamt 320 V.I.P.-Plätze.
- Westtribüne: Haupttribüne, überdacht, 9.420 Plätze
- Osttribüne: Gegentribüne, überdacht, 10.761 Plätze
- Nordtribüne: Hintertortribüne, unüberdacht, 5.062 Plätze
- Südtribüne: Hintertortribüne, unüberdacht, 5.062 Plätze

## Spiele der EURO 2004 in Faro/Loulé
|                              |   |              |                      |
| 12. Juni 2004, Gruppe A      |   |              |                      |
| Spanien                      | – | Russland     | 1:0 (0:0)            |
| 20. Juni 2004, Gruppe A      |   |              |                      |
| Russland                     | – | Griechenland | 2:1 (2:1)            |
| 26. Juni 2004, Viertelfinale |   |              |                      |
| Schweden                     | – | Niederlande  | 0:0 n. V., 4:5 i. E. |